# La Rubiera
La Rubiera es una casería del concejo de Tineo, Principado de Asturias, España, perteneciente a la parroquia de Calleras y que se sitúa al norte del concejo, por la carretera TI-8. 

## Economía
La Rubiera basa su economía principalmente en el ganado bovino (para la producción de leche), en el cultivo de árboles para aprovechar su madera y en el cultivo de diferentes verduras y hortalizas.

## Demografía
Se trata de una casería muy pequeño con una población de 8 habitantes (INE, 2020), repartidos en un total de 7 viviendas, de las cuales solo 2 están habitadas todo el año. La Rubiera ha ido perdiendo población debido a la emigración del campo a la ciudad.

## Fiestas
Celebraba sus fiestas junto con Llaneces de Calleras a finales de septiembre. Sin embargo, ya no se hace de este modo y actualmente se celebran en fechas diferentes.

## Distancias por carretera
Navelgas: 13 kilómetros
Tineo: 16 kilómetros
Oviedo: 72,4 kilómetros
Madrid: 513 kilómetros
Barcelona: 975 kilómetros